# Morgan Jones (Schauspieler)
Morgan Adair Jones (* 1928 in Wooster, Ohio; † 13. Januar 2012 in Tarzana, Los Angeles, Kalifornien) war ein US-amerikanischer Schauspieler.

## Leben
Jones leistete seinen Militärdienst bei der U.S. Navy in Kalifornien ab, nach dessen Ende er eine Schauspielkarriere in Hollywood begann, wo er zunächst in lokalen Theaterproduktionen auftrat, bis er in Du sollst mein Glücksstern sein seine erste Kleinrolle erhielt. Mehr als 25 Filme und 170 Fernsehauftritte folgten. Wiederkehrende Serienrollen spielte Jones in Highway Patrol 1955/1956, in 33 Folgen von The Blue Angels, die von 1960 bis 1962 ausgestrahlt wurde und in mehreren Folgen der Detektivserie Mannix. Eine der seltenen Hauptrollen spielte er unter Roger Corman in Gesandter des Grauens. Bis Mitte der 1980er Jahre spielte er Gastrollen in verschiedenen Fernsehserien wie Rauchende Colts, Lassie, Die Straßen von San Francisco, Dallas und Mord ist ihr Hobby.
Jones war zwei Mal verheiratet; beide Ehefrauen starben an Krebs.

## Filmografie (Auswahl)
- 1952: Du sollst mein Glücksstern sein (Singin' in the Rain)
- 1952: Die Insel der unberührten Frauen (Untamed Women)
- 1956: Alarm im Weltall (Forbidden Planet)
- 1956: Auch Helden können weinen (The Proud and Profane)
- 1956: Teufelskommando – Marinekorps „Pantherkatze“ schlägt zu (Hold Back the Night)
- 1957: Angriff der Riesenkralle (The Giant Claw)
- 1957: Gesandter des Grauens (Not of This Earth)
- 1957: Die Teufelskurve (The Devil's Hairpin)
- 1967: Sturm auf Höhe 404 (The Young Warriors)